# 巴蜀府
巴蜀府（皇家轉寫：Changwat Prachuap Khiri Khan，泰語發音：[t͡ɕāŋ.wàt prā.t͡ɕùa̯p.kʰīː.rīː.kʰǎn]）又译班武里府、巴蜀吉利府，是泰國中部的府份。華人慣稱其為巴蜀府，源於其泰語簡稱巴蜀（皇家轉寫：Phrachuap）。
西面与缅甸接壤，北面和南面分别是泰国的碧武里府和春蓬府，东面则是泰国湾（旧称暹罗湾）。華欣是巴蜀府的著名旅遊城市。

## 地理位置
巴蜀府是泰国境内形状最窄长的府份，其中最狭窄处仅十三公里，即是说由海岸开车到与缅甸交界的山脚下只要十五分钟。但是作为克拉地峡，其整個陸地最狭窄处在更南面春蓬府、拉廊府和缅甸的德林达依省之间，宽度仅六十五公里。
在巴蜀府的泰国湾沿岸有很多明丽沙滩，其中最有名者当推华欣，當時泰王拉玛七世在此建「无忧宫」并长年居住，之後泰王拉玛九世则选择在盛夏來此渡假，而其他日子他則搬到曼谷的「玉佛寺」内居住，将「无忧宫」对公众开放，让所有泰国的少年儿童都来玩。
巴蜀府的海拔落差很大，最高点是海拔1千4百9十米的黄山（Khao Luang，在洛坤府也有一座同名的山），靠近缅甸的30％左右区域全是山地，其他区域为平原。盼武里河是本府中主要的河流。
1966年泰国政府在巴蜀府南部设立三百岭国家公园自然保护区（The Khao Sam Roi Yot National Park）以保护里面的珍禽异兽，后来有人见到这个国家公园内大片的沼泽地利于养虾于是这些“废地”被利用了起来。
巴蜀府為一沿海府治，東畔為海濱平原，西部多山脈森林，漁業發達，河流眾多，盛產錫、黃金及鎢等貴重金屬。

## 历史渊源
巴蜀城（City of Prachuap Khiri Khan）最初兴建于大城王国年间，但后来在1767年缅甸军攻陷大城国都阿育他耶后该城一度被废置，1845年泰王国光复大城府后又重建。
泰王拉玛四世在位时将曩蓉镇（Bang Nangrom）、奎武里（Kui Buri）、婉河镇（Khlong Wan）三镇合并称之为巴蜀吉利府。他似乎很欣赏这个名字，所以他把泰国湾（旧称暹罗湾）东部的一个小城镇又命名为巴陈大吉利县（Prachanta Khiri Khet），然而今天那个城市已经归属柬埔寨王国，名叫國公府（Koh Kong）。
拉玛四世泰王前半生在寺院中度过，潜心研究佛学及自然科学，造诣很深。登基后他曾在本府内一座高山上修筑行宫，宫殿的左侧是寺庙，右侧是天文观象台，四世王陛下每日必临，显示了他一生中两大热爱和好学不倦的精神。那座山被后人称为班武里山（Khao Prachuap Khiri Khan），因为名字太长，也简称为王宫山（Khao Wang，泰语“Wang”即汉语中的“宫”字）。
1868年四世王陛下根据他的天文观测与精密计算，认定当年9月18日在泰国南部必定发生日全食，于是他邀请各国使节及宾客前来班武里府共同观赏，并在大日子前后举行盛宴。不幸的是在长时间观测过程中四世王陛下被蚊虫叮咬，染上痢疾，当时他的御医闻讯从曼谷赶来已经濒临不治。
10月18日四世王陛下在班武里府与世长辞，临终吩咐后世泰王一定要亲历学习西方先进的科技，不断造福泰国人民。
在1940年12月8日，日本为了达到经过泰国去攻击驻扎在马来亚半岛上英军的战略目的，他们首先派出几十架海军航空队零式飞机从已经进入了泰国湾的航空母舰上起飞，飞到曼谷廊曼机场（当时是军用机场）上空，很快就击落了几架前来迎战的泰国皇家空军的老式双翼飞机，然后飞到曼谷王宫群上空抛撒了大量传单。泰国政府旋即同意了日军的“借道请求”，因为首相认为如果力战强敌必如以卵击石，肯定全国玉碎无疑。次日日军海军陆战队派出几个小分队在班武里府檸檬灣率先登陆欲赶去南方春蓬府和在那里登陆的大纵队集结，当地守军因为尚未收到曼谷泰国陆军总部的“放行”命令而对入侵日军进行英勇抵抗，并将其阻挡至日落时分不能通过。集结后的日军乘坐泰国的火车南下至宋卡府准备进攻英军，马来亚的抗日战争随即爆发。

## 府徽与府花、府树
|  | 本府府徽上画着五世泰王朱拉隆功大帝当年驾临时所下榻过的Kuha Karuhas大堂。这所大堂建于那空佛碧悬崖上（即今天Khao Sam Roi Yot的主峰上）。 府树的学名叫做Manilkara hexandra（英文：Rayan或Manilkara）。 |

## 行政及管理
巴蜀府的行政上被劃分為8個縣（Amphoe），又進一步被劃分為48個區（Tambon）及388個村（muban）。
華欣和巴蜀是巴蜀府裡兩個主要城市。泰王普密蓬大帝常年就住在華欣北面的「無憂宮」裡，為萬人敬仰的九世泰王陛下曾在他所創作的一個電影劇本中將華欣比作英國的海濱小鎮布萊頓，可見兩處小城鎮上同樣空氣清新，遠望大海令人心曠神怡。
| \| # \| 中文名 \| 泰文名 \| 英文名 \| \| - \| -------------------- \| --------------- \| -------------------------- \| \| 1 \| 巴蜀府治县（英语：Mueang Prachuap Khiri Khan District） \| เมืองประจวบคีรีขันธ์ \| Mueang Prachuap Khiri Khan \| \| 2 \| 圭布里县（英语：Kui Buri District） \| กุยบุรี \| Kui Buri \| \| 3 \| 塔沙革县（英语：Thap Sakae District） \| ทับสะแก \| Thap Sakae \| \| 4 \| 邦沙潘县（英语：Bang Saphan District） \| บางสะพาน \| Bang Saphan \| \| 5 \| 邦沙潘内县（英语：Bang Saphan Noi District） \| บางสะพานน้อย \| Bang Saphan Noi \| \| 6 \| 攀武里县（英语：Pran Buri District） \| ปราณบุรี \| Pran Buri \| \| 7 \| 华欣县 \| หัวหิน \| Hua Hin \| \| 8 \| 讪锐裕县（英语：Sam Roi Yot District） \| สามร้อยยอด \| Sam Roi Yot \| |            |                 |                            |
| # | 中文名     | 泰文名          | 英文名                     |
| 1 | 巴蜀府治县 | เมืองประจวบคีรีขันธ์ | Mueang Prachuap Khiri Khan |
| 2 | 圭布里县   | กุยบุรี            | Kui Buri                   |
| 3 | 塔沙革县   | ทับสะแก          | Thap Sakae                 |
| 4 | 邦沙潘县   | บางสะพาน        | Bang Saphan                |
| 5 | 邦沙潘内县 | บางสะพานน้อย     | Bang Saphan Noi            |
| 6 | 攀武里县   | ปราณบุรี          | Pran Buri                  |
| 7 | 华欣县     | หัวหิน            | Hua Hin                    |
| 8 | 讪锐裕县   | สามร้อยยอด       | Sam Roi Yot                |

## 名勝古蹟
- 華欣沙灘：位於泰國第4公路約232公里處，是一古老的海濱渡假勝地，直至第二次世界大戰後，知名度才被芭達雅（芭提雅、博他耶）超過。但現在仍不失為一個優美的渡假海濱。
- 哇考達吉山寺：距華欣縣約4公里，位於沙灘上的山巒，可輕鬆愉快地登上山巔，遙望水天一色的美景。
- 該梗溫宮：距華欣縣約3公里，為泰國君主拉瑪七世的海濱行宮，建於 1926年。需先獲「泰國皇宮廳」核准才可參觀。
- 巴拉烏瀑布森林公園：位於華欣縣的3219公路約63公里處，面積約437平方公里，長年樹木蔥蔥，有各種野生動物出沒，且有兩條壯觀的瀑布，高達11層。
- 考叨山：位於華欣縣，山麓下有兩個美麗的沙灘，遍佈各色各樣的貝殼。
- 順巴尼拍療養院：距華欣縣約8公里，由泰國的「陸軍福利部」管理營運，內有許多餐廳及旅舍。
- 三百峰山國家公園：跨界桂武里縣及巴蘭武里縣，面積約為98平方公里，內有縱橫交錯的山巒，遍佈各類樹木，有各種野獸棲居，在海濱及各個島嶼附近有寬廣的草原。另尚有三個著名的大山洞，洞內有美麗的鐘乳石及佛像。
- 巴蜀灣：位於巴蜀直轄縣，有一修長的寧靜沙灘，有茅寮供遊客租住，可眺望海中數個島嶼的美景。
- 哈翁干沙灘：距巴蜀直轄縣約22公里，此沙灘長約7公里，伴有長排松柏林美景。
- 檸檬灣：距巴蜀直轄縣約5公里，由泰國的空軍負責管理，若要遊覽住宿此帶，需先獲泰國的空軍之有關部門批准。
- 喃信空關卡：位於巴蜀主要公路約327公里處，是泰國與泰緬邊境關卡、平時和戰時的交通要道。
- 考欣疼公園：距「喃信空關卡」約7公里，有重重疊疊的石塊形成狹窄的通道，至山頂則為寬廣的平地，可遙望四週美景。
- 哇歌：距巴蜀直轄縣約14公里，為一觀景點， 泰國君主拉瑪四世曾至此地觀看月蝕。
- 匯央瀑布森林公園：距「哈翁干沙灘」約兩公里，瀑布高達七層，周圍是風景秀麗的植物園。
- 拗咪喃平灣（又名：拗巴蜀莫灣）：位於挽沙藩縣，風景迷人，有旅舍供遊客租用。
- 拗莫湯蘭灣：位於挽沙藩縣，此海灣風平浪靜，水清沙白，適宜嬉水遊玩。